# エチルメチルアミン
エチルメチルアミンは、化学式C3H9Nで表されるアミンの一種。

## 性質
腐食性と強い引火性を持ち、日本の消防法では危険物第4類の特殊引火物に該当する。